# Plerogyra sinuosa
Plerogyra sinuosa är en korallart som först beskrevs av James Dwight Dana 1846.  Plerogyra sinuosa ingår i släktet Plerogyra och familjen Euphyllidae. IUCN kategoriserar arten globalt som nära hotad. Inga underarter finns listade i Catalogue of Life.

## Bildgalleri

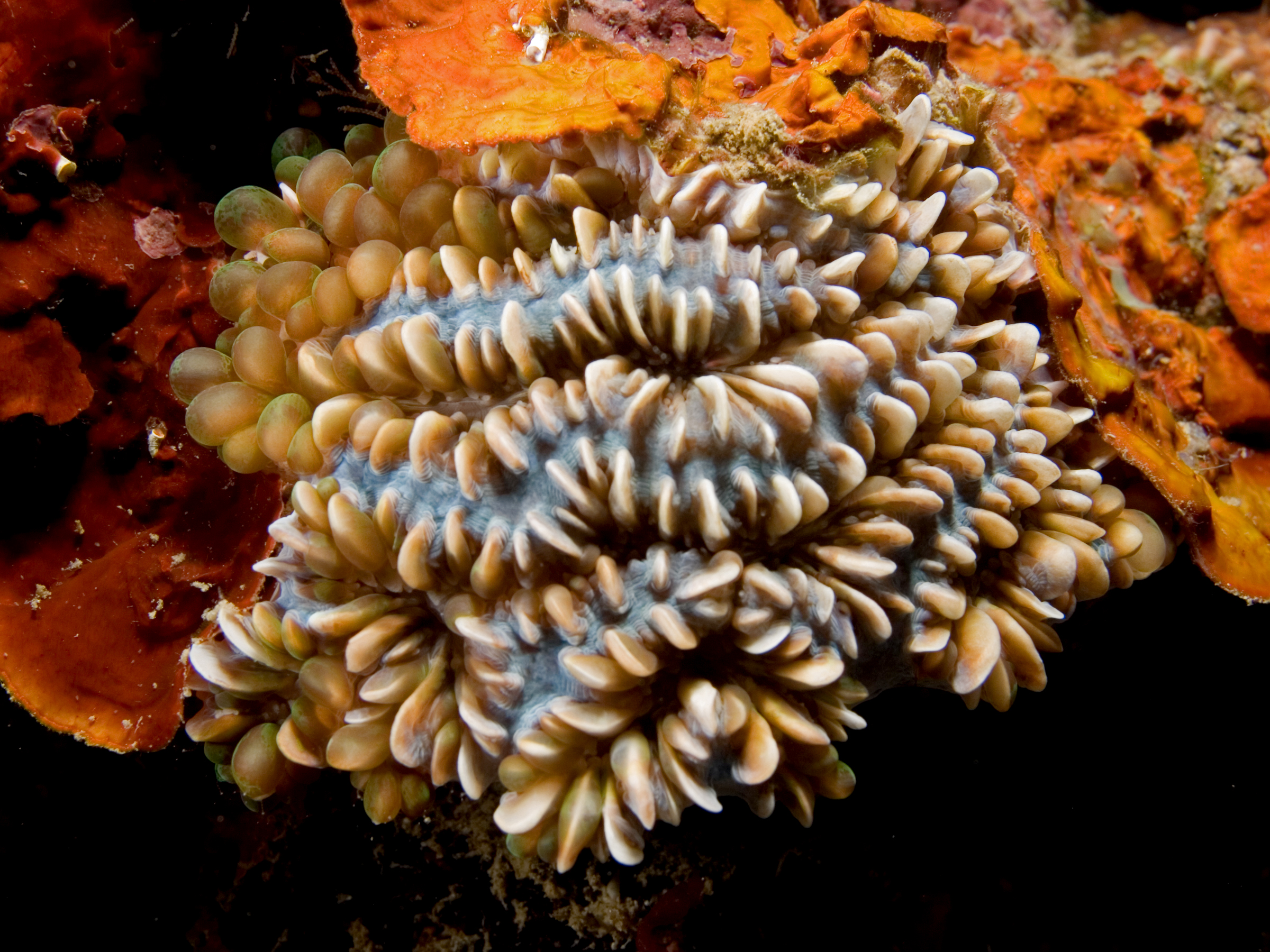